# Egan Bernal
Egan Arley Bernal Gómez (ur. 13 stycznia 1997 w Bogocie) – kolumbijski kolarz szosowy i górski.

## Osiągnięcia

### Kolarstwo szosowe
Opracowano na podstawie:

2016
- 1. miejsce w klasyfikacji młodzieżowej Settimana Internazionale di Coppi e Bartali
- 1. miejsce w klasyfikacji młodzieżowej Giro del Trentino
- 1. miejsce w Tour of Bihor
  - 1. miejsce w klasyfikacji młodzieżowej
  - 1. miejsce na 1. etapie
- 1. miejsce w klasyfikacji młodzieżowej Tour de Slovénie

2017
- 1. miejsce w klasyfikacji młodzieżowej Vuelta a San Juan
- 1. miejsce w klasyfikacji młodzieżowej Settimana Internazionale di Coppi e Bartali
- 2. miejsce w Giro dell’Appennino
- 1. miejsce w klasyfikacji młodzieżowej Tour of the Alps
- 1. miejsce w Tour de Savoie Mont-Blanc
  - 1. miejsce w klasyfikacji młodzieżowej
  - 1. miejsce w klasyfikacji punktowej
  - 1. miejsce na 2. i 4. etapie
- 1. miejsce w Sibiu Cycling Tour
  - 1. miejsce w klasyfikacji młodzieżowej
  - 1. miejsce w klasyfikacji punktowej
  - 1. miejsce na 2. i 3. etapie
- 1. miejsce w Tour de l’Avenir
  - 1. miejsce na 7. i 8. etapie
- 3. miejsce w Memorial Marco Pantani
- 1. miejsce w klasyfikacji młodzieżowej Giro di Toscana

2018
- 1. miejsce w klasyfikacji młodzieżowej Tour Down Under
- 1. miejsce w mistrzostwach Kolumbii (jazda indywidualna na czas)
- 1. miejsce w Colombia Oro y Paz
  - 1. miejsce w klasyfikacji młodzieżowej
  - 1. miejsce w klasyfikacji górskiej
- 2. miejsce w Tour de Romandie
  - 1. miejsce w klasyfikacji młodzieżowej
  - 1. miejsce na 3. etapie
- 1. miejsce w Tour of California
  - 1. miejsce w klasyfikacji młodzieżowej
  - 1. miejsce na 2. i 6. etapie

2019
- 3. miejsce w mistrzostwach Kolumbii (jazda indywidualna na czas)
- 1. miejsce w Paryż-Nicea
  - 1. miejsce w klasyfikacji młodzieżowej
- 3. miejsce w Volta Ciclista a Catalunya
- 1. miejsce w Tour de Suisse
  - 1. miejsce w klasyfikacji młodzieżowej
  - 1. miejsce na 7. etapie
- 1. miejsce w Tour de France
  - 1. miejsce w klasyfikacji młodzieżowej
- 2. miejsce w Giro di Toscana
- 1. miejsce w Gran Piemonte
- 3. miejsce w Giro di Lombardia

2020
- 3. miejsce w mistrzostwach Kolumbii (jazda indywidualna na czas)
- 2. miejsce w mistrzostwach Kolumbii (start wspólny)
- 1. miejsce w Route d'Occitanie
  - 1. miejsce w klasyfikacji młodzieżowej
  - 1. miejsce w klasyfikacji punktowej
  - 1. miejsce na 3. etapie
- 2. miejsce w Tour de l’Ain

2021
- 3. miejsce w Tour de La Provence
- 2. miejsce w Trofeo Laigueglia
- 3. miejsce w Strade Bianche
- 1. miejsce w Giro d’Italia
  - 1. miejsce w klasyfikacji młodzieżowej
  - 1. miejsce na 9. i 16. etapie
- 6. miejsce w Vuelta a España

### Kolarstwo górskie
Opracowano na podstawie:
2014
- 3. miejsce w mistrzostwach panamerykańskich juniorów (cross-country)
- 2. miejsce w mistrzostwach świata juniorów (cross-country)

2015
- 3. miejsce w mistrzostwach świata juniorów (cross-country)

## Starty w Wielkich Tourach
| Grand Tour      | 2018 | 2019 | 2020 | 2021 |
| --------------- | ---- | ---- | ---- | ---- |
| Giro d’Italia   | –    | –    | –    | 1.   |
| Tour de France  | 15.  | 1.   | DNF  | –    |
| Vuelta a España | –    | –    | –    |      |

## Rankingi

### Kolarstwo szosowe
| Rok              | 2016 | 2017 | 2018 | 2019 | 2020 | 2021 | 2022  | 2023 | 2024 |
| ---------------- | ---- | ---- | ---- | ---- | ---- | ---- | ----- | ---- | ---- |
| UCI World Tour   | -    | -    | 29.  |      |      |      |       |      |      |
| World Ranking    | 439. | 60.  | 34.  | 4.   | 101. | 5.   | 2288. | 290. | 63.  |
| UCI Europe Tour  | 236. | 5.   | 865. |      |      |      |       |      |      |
| UCI Asia Tour    | -    | 131. | -    |      |      |      |       |      |      |
| UCI America Tour | -    | 162. | 7.   | 1.   | 7.   | 1.   | 370.  | 26.  | 7.   |
|                  |      |      |      |      |      |      |       |      |      |
| Źródło: UCI      |      |      |      |      |      |      |       |      |      |